# Coro Idica
Il Coro Idica (Coro Italiano di Canti Alpini) è un coro di voci maschili con sede a Clusone, in Val Seriana, fondato nel 1957 su iniziativa di un gruppo di amici appassionati di canto popolare. La nascita ufficiale del coro risale alla notte di Natale in occasione del canto delle pastorelle per le vie del centro di Clusone. Il primo maestro del coro fu Kurt Dubiensky, autore di buona parte delle composizioni del coro.
Il Coro Idica ha nel suo repertorio canti alpini di Bepi De Marzi, Marco Maiero, Kurt Dubiensky, Luigi Pigarelli, ma anche canzoni in lingua straniera eseguite in occasione delle varie tournée effettuate in tutto il mondo. Sono infatti molteplici i Paesi che il coro ha visitato. Tra le tournée più ricordate: Israele, Messico, Stati Uniti, Brasile, Thailandia, Argentina, Russia, Bulgaria, Paesi Bassi, Grecia, Spagna, Slovacchia, Libano, Lettonia e Lituania.
Nel corso degli anni il Coro Idica è stato inoltre organizzatore di sei Festival Internazionali dei Cori, partecipati da migliaia di coristi provenienti da tutto il mondo e con concerti organizzati a Clusone e altri paesi della bergamasca.
Dopo il maestro Dubiensky nel 1994 alla direzione del coro arrivò il maestro Gianluigi Bigoni, scomparso nel 2015. Al maestro Bigoni seguì il maestro Marco Rovaris e nel 2019 il maestro Gianlorenzo Benzoni.

## Il Maestro Dubiensky
ll maestro Kurt Dubiensky è stato il fondatore del Coro Idica, direttore e anima per 37 anni, dal 1957 al 1994. Successivamente rimase direttore onorario, fino alla morte nel 2009, all'età di 86 anni. Austriaco, di Vienna, si è rifugiato in Val Seriana, perché perseguitato in quanto ebreo.
Dopo la guerra si stabilì a Clusone. È l'autore di buona parte dei duecento canti del Coro ed ha ricevuto molti riconoscimenti per la sua carriera musicale. Nel 1982 riceve la cittadinanza onoraria di Clusone.
Nelle ultime note personali riporta: auguro al Coro Idica, parte significativa della mia vita, di continuare nel migliore dei modi la strada intrapresa e che tra tutti i suoi componenti regni sempre l'amicizia, la comprensione e soprattutto l'amore per la musica.

## Il Maestro Bigoni
ll maestro Gianluigi Bigoni è stato il maestro del coro per oltre vent'anni, dal 1994 al 2015, anno della sua morte. Di indirizzo musicale polifonico e gregoriano; ha collaborato per dieci anni con il maestro Dubiensky come preparatore vocale del coro.

## Direttori
Alla guida del gruppo vocale si sono susseguiti i seguenti maestri direttori:
- Kurt Dubiensky, 1957-1994
- Gianluigi Bigoni, 1994-2015
- Marco Rovaris, 2015-2019
- Gianlorenzo Benzoni, dal 2019